# Reykholt, Suðurland
För Reykholt i Borgarbyggð, se Reykholt, Borgarbyggð
Reykholt (isländska: Reykholt í Biskupstungum) är en småort i  Bláskógabyggð i Árnessýsla i Suðurland på Island. Reykholt ligger 76 meter över havet och antalet invånare är 267.
Reyholt utvecklades under första hälften av 1900-talet efter det att geotermisk energi i området upptäckts och började exploateras. Det finns idag ett antal handelsträdgårdar med växthus i trakten. 
Reykholt är den största tätorten i kommunen Bláskógabyggð. De andra är Laugarás med 97 och Laugarvatn med 177 invånare. Nordost om Reykholt ligger Geysir och Gullfoss. Också Skálholt ligger i närheten.
Den högsta punkten i närheten är Kerhólakambur, 852 meter över havet, 16,3 km väster om Reykholt. Närmaste större samhälle är Flúðir, 7,5 km sydost om Reykholt.

## Bildgalleri

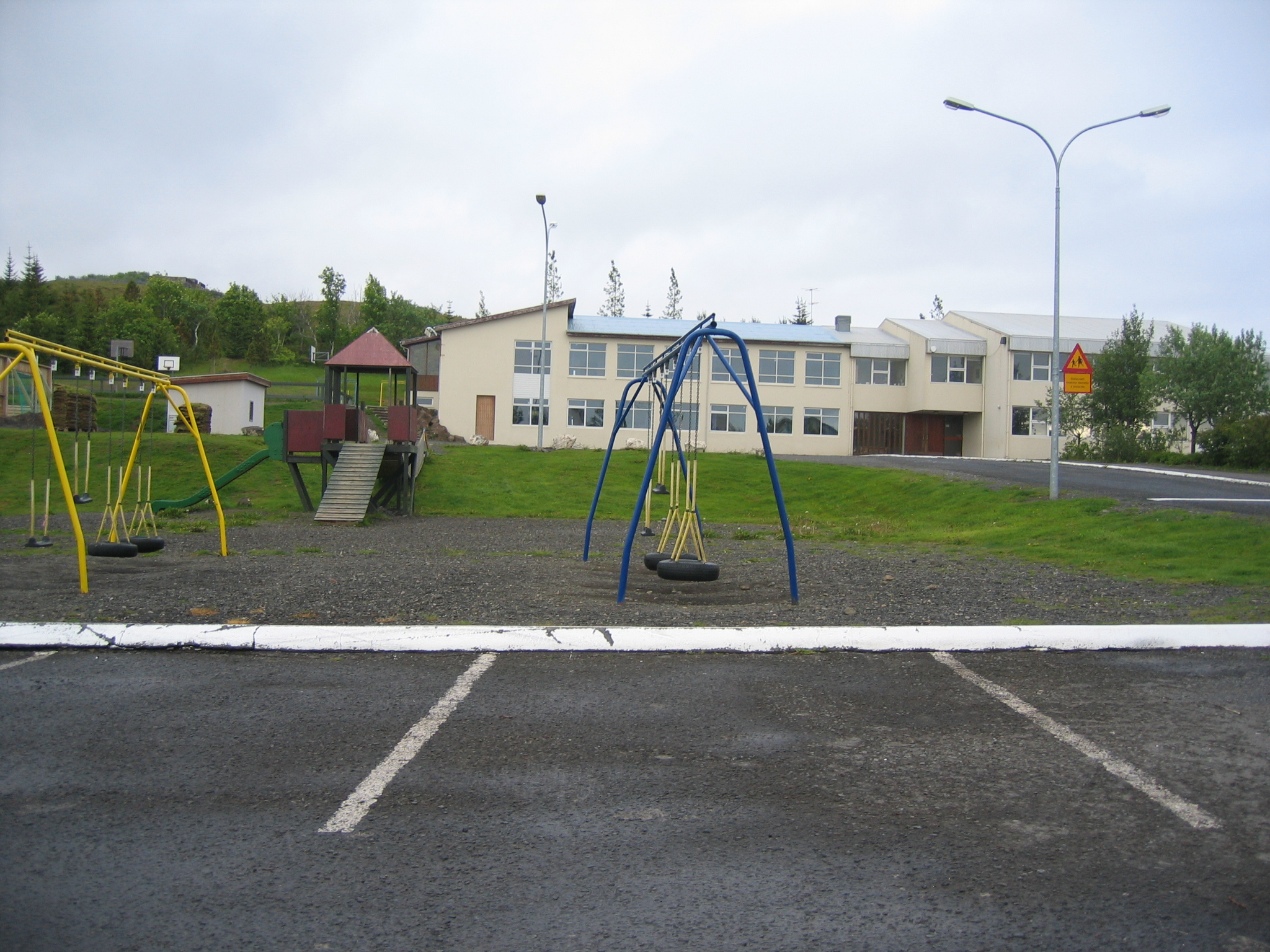
Bláskógabyggðs grundskola
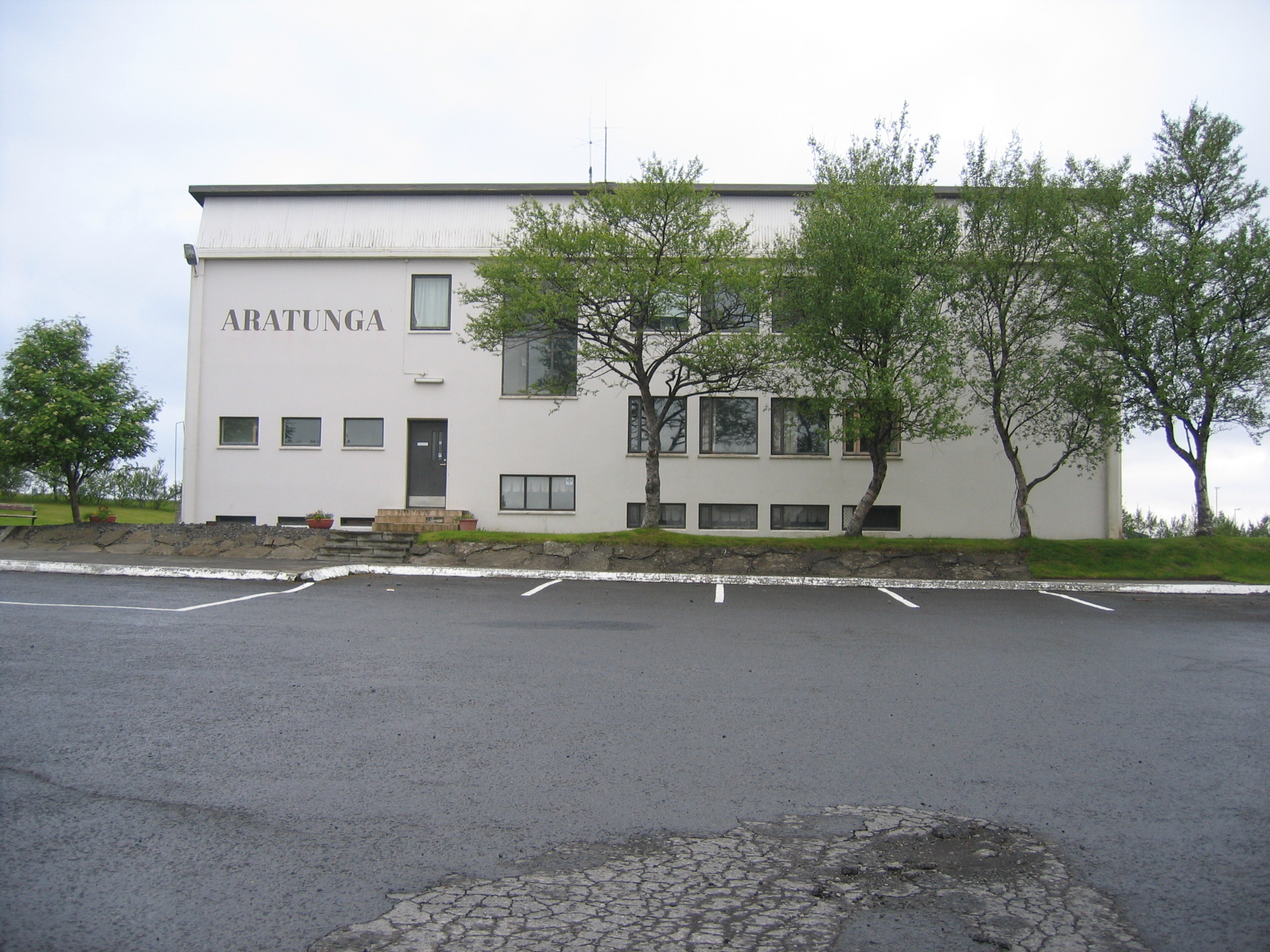
Allaktivitetshuset Aratunga
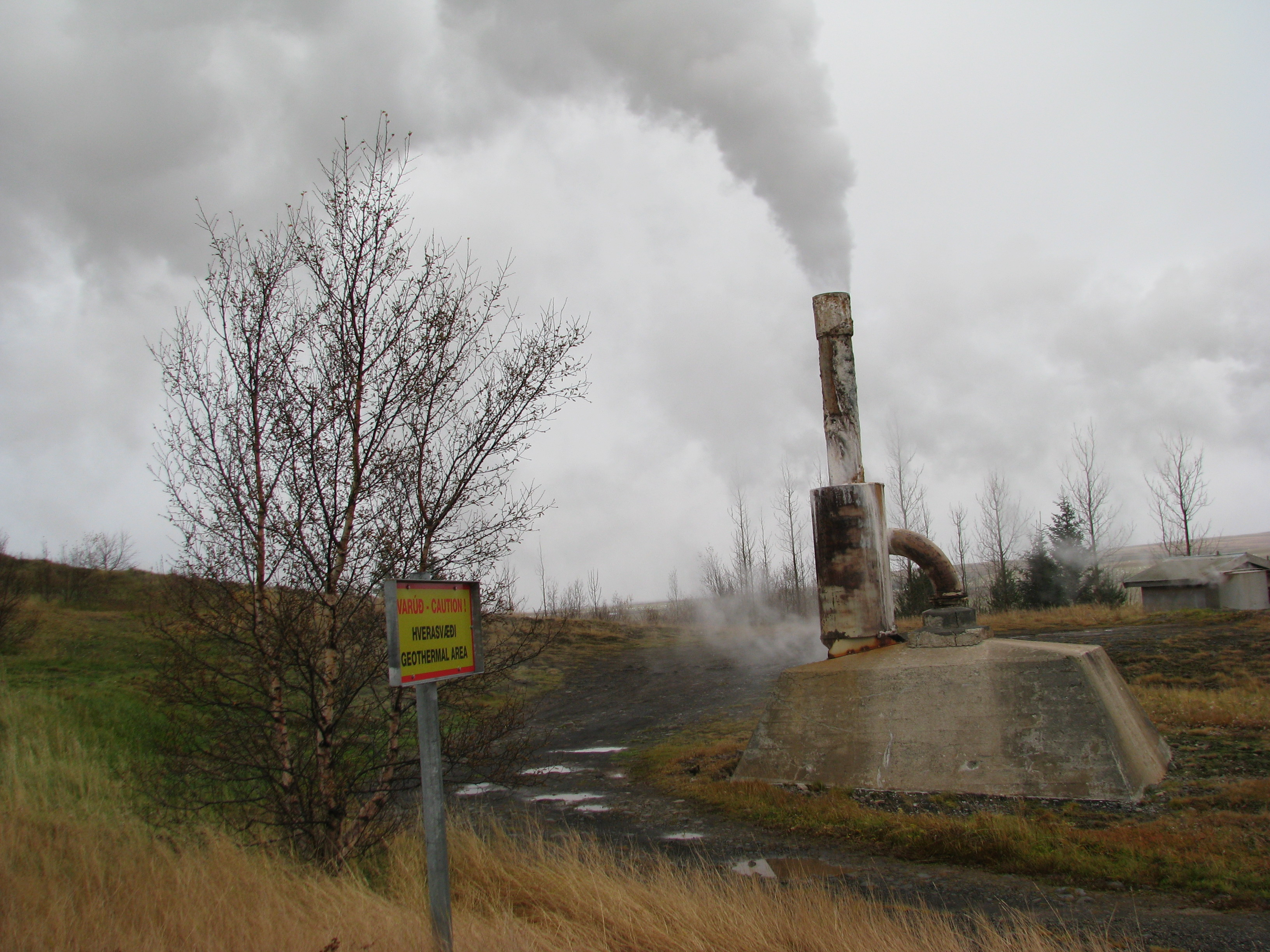
Heta källor